# Gekko hokouensis
Gekko hokouensis là một loài thằn lằn trong họ Gekkonidae. Loài này được Clifford H. Pope mô tả khoa học đầu tiên năm 1928 dưới danh pháp Gekko japonicus hokouensis, mặc dù năm 1861 Edward Hallowell đã mô tả một mẫu vật thu được từ Loo-Choo (Lưu Cầu) dưới danh pháp Hemidactylus marmoratus.
Điểm thu mẫu gốc là trấn Hà Khẩu trong huyện Duyên Sơn, tỉnh Giang Tây. Tên gọi tiếng Trung là 铅山壁虎 (Duyên Sơn bích hổ) nghĩa là tắc kè Duyên Sơn, trong khi tên gọi tiếng Anh Hokou gecko nghĩa là tắc kè Hà Khẩu. Lưu ý rằng tên gọi tiếng Anh khác mà The Reptile Database đề cập là Kwangsi gecko có lẽ là sai sót hay lỗi chính tả, do loài này không sinh sống trong tỉnh Quảng Tây (Kwangsi, Kwanghsi hay Guangxi) mà chỉ có ở tỉnh Giang Tây (tiếng Anh: Kiangxi, Chianghsi hay Jiangxi).

## Phân bố
Loài này phân bố tại đông nam Trung Quốc trong các tỉnh thành An Huy, Chiết Giang, Thượng Hải (gồm cả đảo Đại Kim Sơn), Giang Tây, Giang Tô, Phúc Kiến, Hồ Nam, Quý Châu; Nhật Bản (quần đảo Lưu Cầu, nhóm đảo Kyushu - gồm cả các nhóm đảo Senkaku, Osumi) và Đài Loan (gồm cả đảo Lan Tự, Lục Đảo). Độ cao sinh sống: Đến 1.300 mét trên mực nước biển.